# Kramkówka Duża
Kramkówka Duża ist ein Dorf der Stadt-und-Land-Gemeinde (gmina miejsko-wiejska) Goniądz im Powiat Moniecki in der Woiwodschaft Podlachien, Polen.

## Geographische Lage
Kramkówka Duża liegt etwa sieben Kilometer von Goniądz, acht Kilometer von Mońki und 47 Kilometer von Białystok entfernt.

## Geschichte
Von 1975 bis 1998 gehörte Kramkówka Duża zur Woiwodschaft Łomża.

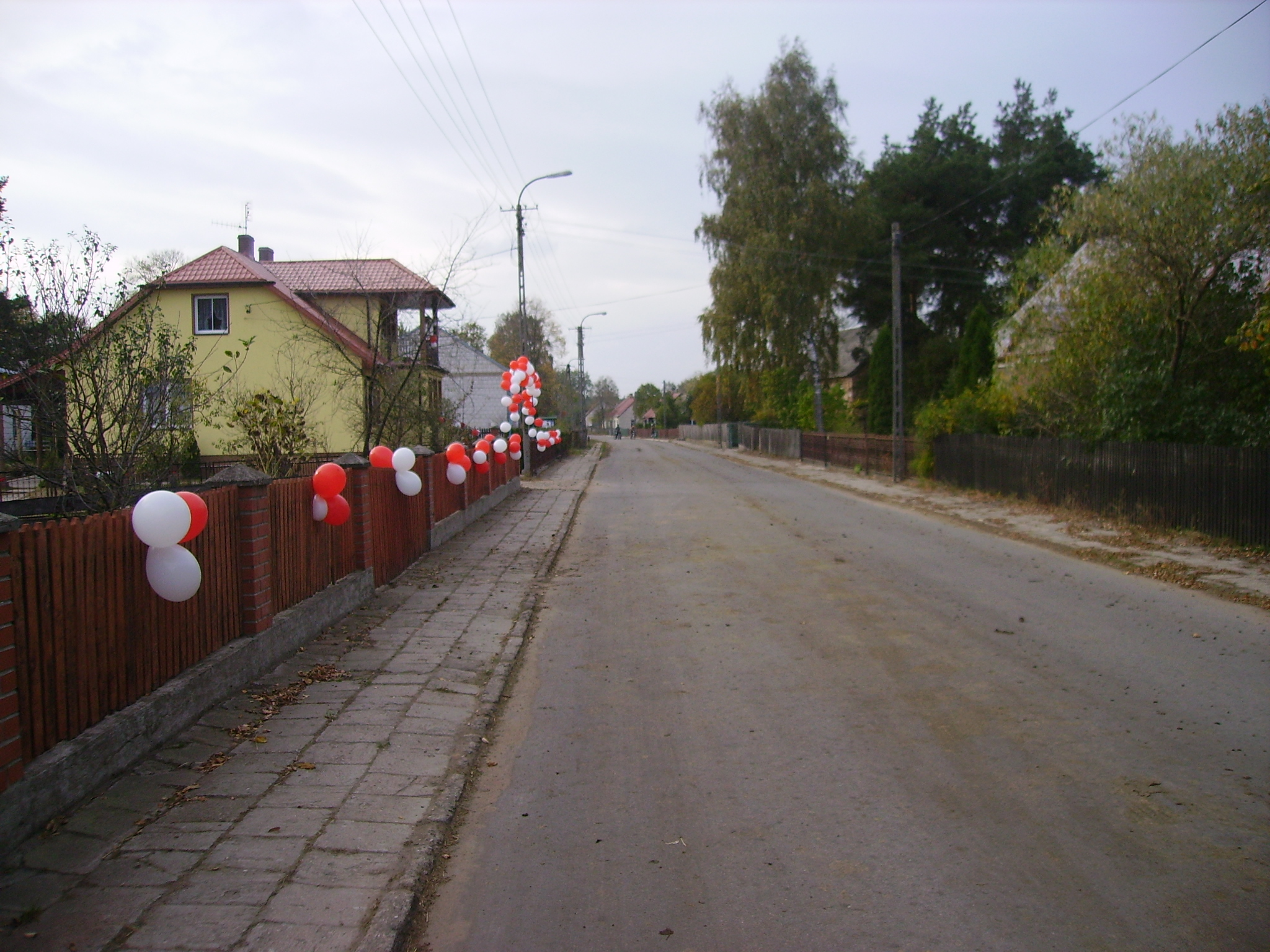
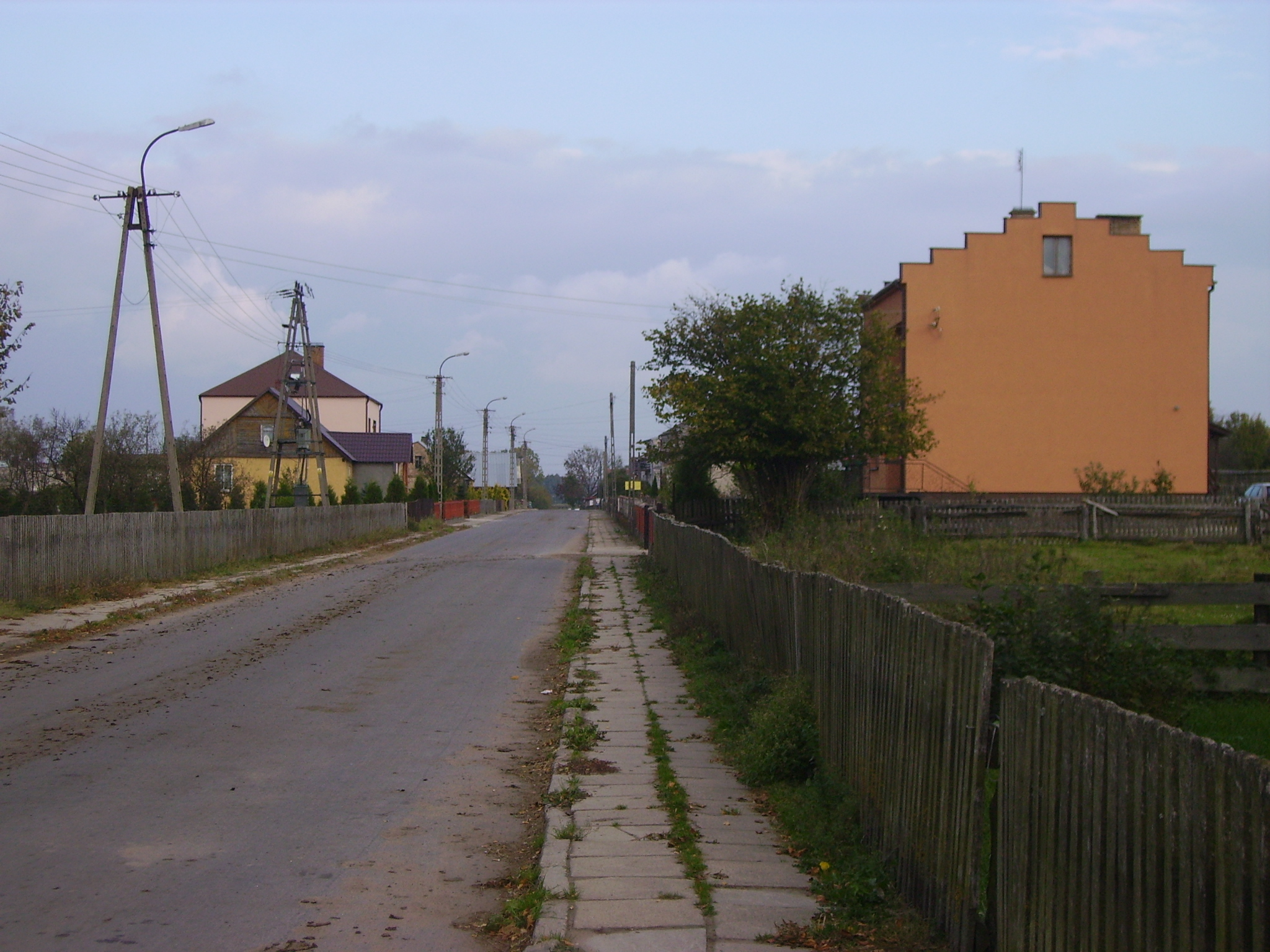
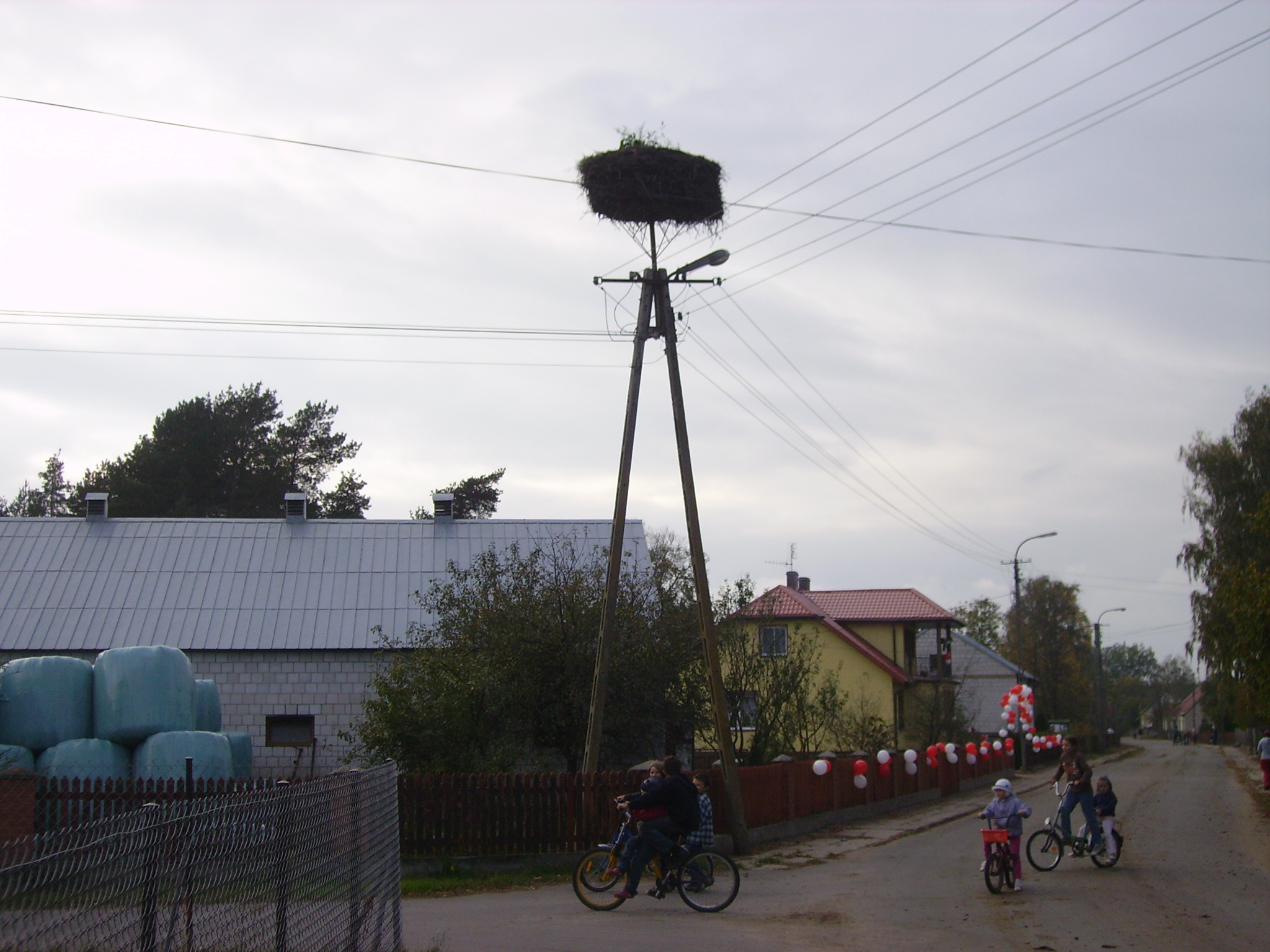